# Rage in Heaven
Rage in Heaven – amerykański dreszczowiec psychologiczny noir z 1941 w reżyserii W.S. Van Dyke’a. Scenariusz Christophera Isherwooda i Roberta Thoerena został oparty na powieści Jamesa Hamiltona o tym samym tytule. W rolach głównych wystąpili Robert Montgomery, Ingrid Bergman i George Sanders.

## Fabuła

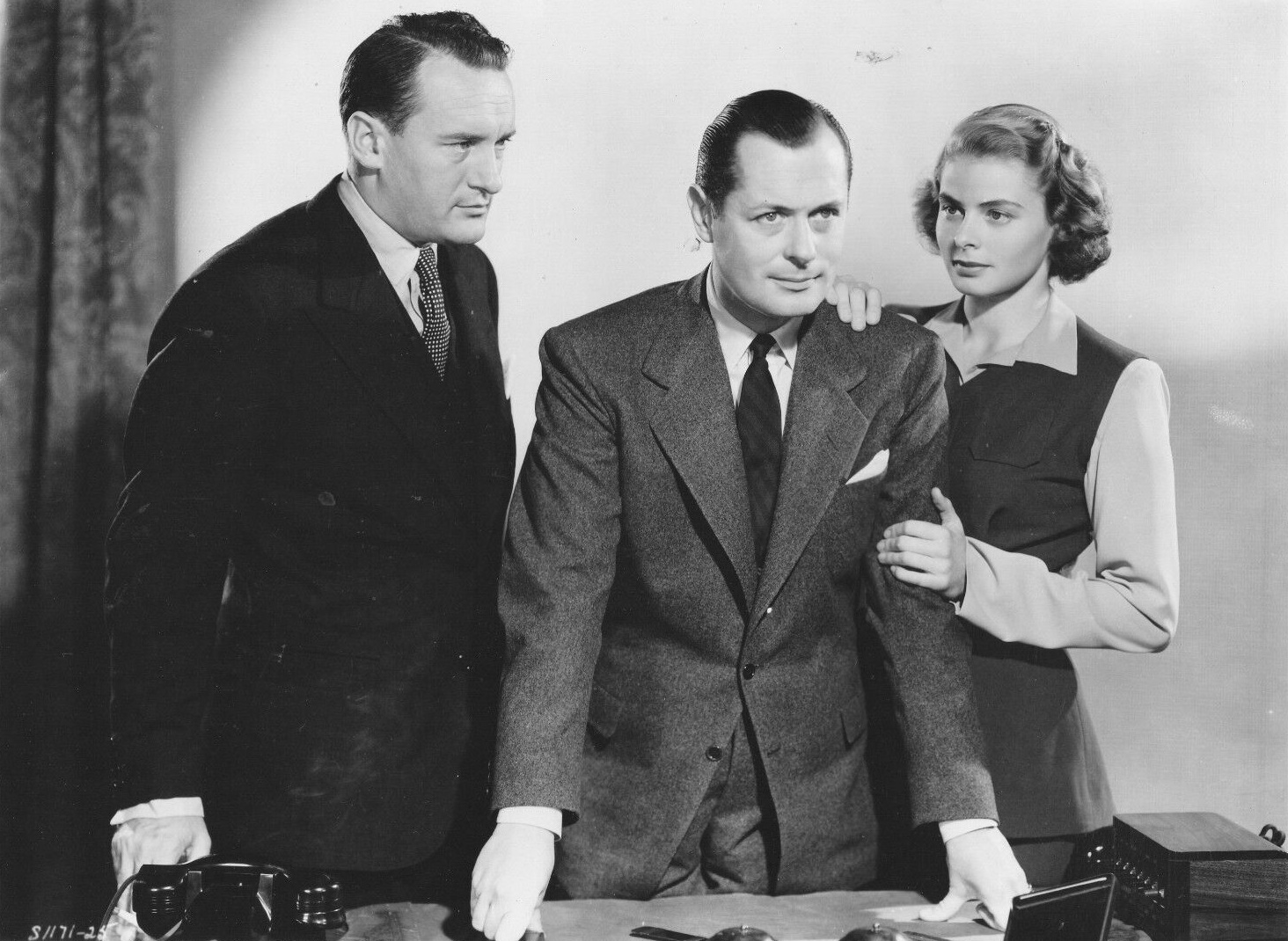
George Sanders, Robert Montgomery i Ingrid Bergman w kadrze z filmu

Philip Monrell (Robert Montgomery), spadkobierca angielskiej fortuny przemysłowej, jest niestabilnym psychotykiem, który uciekł z francuskiego szpitala psychiatrycznego, gdzie był krótko przetrzymywany bez wiedzy matki, pani Monrell (Lucile Watson). Powróciwszy do Anglii spotyka Stellę Bergen (Ingrid Bergman), sekretarkę-towarzyszkę swojej matki. Zaczyna się do niej zalecać, a dziewczyna jest oczarowana jego ciepłem oraz urokiem. Po ślubie maniakalno-depresyjna psychoza Monrella zaczyna się ujawniać w drobnych kwestiach. Jest zazdrosny o żonę, a kiedy jego przyjaciel Ward Andrews (George Sanders) przyjeżdża z wizytą, rozwija się u niego głębokie poczucie niższości w stosunku do Warda, którego silne zdrowie psychiczne i fizyczne drażni jego niepewność. W przypływie maniakalnej brawury próbuje przejąć rodzinną fabrykę, poprzez podżeganie do zamieszek wśród pracowników. Ward i coraz bardziej zaniepokojona żona przychodzą mu z pomocą, a dzięki taktowi i opanowaniu przyjaciela zamieszki zostają zażegnane. Monrell jest zazdrosny o Warda i usiłuje go zabić, spychając przyjaciela ze schodów podczas inspekcji w fabryce.
Ward zaczyna podejrzewać Monrella. Pomiędzy mężczyznami rozwija się napięcie. Stella nieustannie stara się sprawić, by mąż czuł się kochany oraz bezpieczny, lecz on zaczyna ją dręczyć i oskarżać o romans z Wardem za jego plecami. Nieprzewidywalne zachowanie mężczyzny sprawia, że Stella wkrótce zaczyna się go bać i ucieka z domu, a Monrell obmyśla plan, polegający na zabiciu się i wrobieniu Warda w swoje „morderstwo”. Przed śmiercią inscenizuje głośną kłótnię z przyjacielem, którą podsłuchują inni. Następnie popełnia samobójstwo, przytwierdzając nóż do framugi drzwi i opierając się o nią. Ward zostaje osądzony za „morderstwo” i skazany. Stella gorączkowo szuka dowodów na plan Monrella. Dzięki paryskiemu psychiatrze, doktorowi Rameau (Oscar Homolka), który leczył Monrella, uzyskuje je. Tym samym Ward zostaje uratowany i oczyszczony z zarzutów.

## Obsada
Opracowano na podstawie materiału źródłowego:

- Robert Montgomery – Philip Monrell
- Ingrid Bergman – Stella Bergen
- George Sanders – Ward Andrews
- Lucile Watson – pani Monrell
- Oscar Homolka – doktor Rameau
- Philip Merivale – pan Higgins
- Matthew Boulton – Ramsbotham
- Aubrey Mather – Clark
- Frederick Worlock – prokurator generalny
- Francis Compton – Bardsley
- Gilbert Emery – pan Black
- Ludwig Hardt – Durand (wym. w czołówce jako Ludwig Hart)